# Черчес, Хаим Аронович
Черчес Хаим Аронович (бел. Чэрчас Хаім Аронавіч; 17 апреля 1916, Гродзянка, Могилёвская губерния — 9 октября 1992, Минск) — белорусский советский химик-органик.

## Биография
Окончил Белорусский государственный университет (1939). Доктор химических наук (1967), профессор (1969). С 1947 работал в Институте химии, с 1959 в Институте физико-органической химии АН БССР. В 1967—1990 в Белорусском политехническом институте.

### Избранные труды
- «Исследования химического состава кислотной части живицы различных хвойных» (совместно с И. И. Бардышевым) (1964)
- «Изучение химического состава смесей смоляных кислот, выделенных из бальзамов отечественных хвойных» (1965)
- «Каталитические свойства соединений редкоземельных металлов: Аннотированная библиография» (в соавторстве) (1977)
- «Лабораторный практикум по общей химии: для студентов машиностроительных и строительных специальностей» Министерство высшего и среднего специального образования БССР, Белорусский политехнический институт, Кафедры: «Общая химия машиностроительного профиля» и «Общая химия строительного профиля» (1978)